# Serie B 2012 (pallapugno)
La Serie B 2012 è stata la serie cadetta del campionato italiano di pallapugno maschile.

## Squadre partecipanti
Nella stagione 2012 al campionato sono state iscritte 14 squadre.
| Club                                                     | Capitano             | Città                       |
| -------------------------------------------------------- | -------------------- | --------------------------- |
| Bormidese                                                | Danilo Rivoira       | Bormida (SV)                |
| Cascina Pastori Bubbio                                   | Nicholas Burdizzo    | Bubbio (AT)                 |
| Banca di Caraglio Cuneese e Riviera dei Fiori Caragliese | Andrea Pettavino     | Caraglio (CN)               |
| Castiati Assicurazioni Castagnolese                      | Manuel Brignone      | Castagnole delle Lanze (AT) |
| Rebuffo Materiali Edili Mieloteca Italiana Ceva          | Marco Fenoglio       | Ceva (CN)                   |
| Park Hotel Merlese                                       | Luca Belmonti        | Mondovì (CN)                |
| Bogliano Monticellese                                    | Andrea Dutto         | Monticello d'Alba (CN)      |
| Morando Alfieri Alimentari Neivese                       | Daniele Giordano     | Neive (CN)                  |
| Aspe Peveragno                                           | Alessandro Bessone   | Peveragno (CN)              |
| Pievese                                                  | Mattia Semeria       | Pieve di Teco (IM)          |
| Araldica Vini Pro Spigno                                 | Enrico Parussa       | Spigno Monferrato (AL)      |
| Olio Desiderio Abrigo Banca d'Alba Ricca                 | Alessandro Trincheri | Ricca di Diano d'Alba (CN)  |
| Cuneo Sider S.P.E.B.                                     | Simone Rivoira       | San Rocco di Bernezzo (CN)  |
| Torino                                                   | Riccardo Rosso       | Torino                      |
| Valli del Ponente                                        | Alessandro Re        | San Biagio della Cima (IM)  |

## Classifica
|    | Club              | P  |
| -- | ----------------- | -- |
| 1  | Pro Spigno        | 20 |
| 2  | Peveragno         | 18 |
| 3  | Neivese           | 17 |
| 4  | Caragliese        | 16 |
| 5  | Bubbio            | 15 |
| 6  | Ricca             | 14 |
| 7  | Ceva              | 13 |
| 8  | S.P.E.B.          | 13 |
| 9  | Bormidese         | 12 |
| 10 | Torino            | 12 |
| 11 | Valli del Ponente | 11 |
| 12 | Castagnolese      | 10 |
| 13 | Pievese           | 8  |
| 14 | Merlese           | 2  |

## Fase Finale

### Spareggi Salvezza
| Squadra 1         | Squadra 2 | Andata | Ritorno |
| ----------------- | --------- | ------ | ------- |
| Valli del Ponente | Merlese   | 3-11   | 7-11    |
| Castagnolese      | Pievese   | 11-9   | 11-10   |

### Spareggi play-off
| Neivese    | Torino    | 11-6 |
| Caragliese | Bormidese | 11-4 |
| Bubbio     | S.P.E.B.  | 11-6 |
| Ricca      | Ceva      | 11-5 |

| Neivese    | Ricca  | 11-5 |
| Caragliese | Bubbio | 11-3 |

### Finali Scudetto
| Squadra 1  | Squadra 2  | Andata | Ritorno | Spareggio |
| ---------- | ---------- | ------ | ------- | --------- |
| Pro Spigno | Caragliese | 11-7   | 9-11    | 11-4      |
| Peveragno  | Neivese    | 11-5   | 6-11    | 11-8      |

| Squadra 1  | Squadra 2 | Andata | Ritorno | Spareggio |
| ---------- | --------- | ------ | ------- | --------- |
| Pro Spigno | Peveragno | 11-3   | 7-11    | 11-5      |

## Squadra Campione
Araldica Vini Pro Spigno
- Battitore: Enrico Parussa
- Spalla: Pierpaolo Voglino
- Terzini: Ivan Montanaro, Antonio Petito